# Meteoriopsis reclinata
Meteoriopsis reclinata är en bladmossart som beskrevs av Fleischer in Brotherus 1906. Meteoriopsis reclinata ingår i släktet Meteoriopsis och familjen Meteoriaceae. Inga underarter finns listade i Catalogue of Life.